# Phaonia huanrenensis
Phaonia huanrenensis är en tvåvingeart som beskrevs av Xue 1984. Phaonia huanrenensis ingår i släktet Phaonia och familjen husflugor. Inga underarter finns listade i Catalogue of Life.